# Haandværkerfest i Haslev
Haandværkerfest i Haslev er en dansk dokumentarfilm fra 1919.

## Handling
Håndværkerfest i Haslev 11.-13. juni 1919. Udsmykkede vogne repræsenterende de forskellige håndværk kører gennem Haslev by. Filmkameraet er opstillet overfor Amdrup Nielsens Vett og Wessels udsalg. Vogn med honoratiores (ældre håndværksmestre?). Mere optog. Portal med indskriften: "Håndværkerdagene i Haslev". Fine herrer med høje hatte i vældig godt humør. Der sælges iskager fra bod.
I slutningen af filmrullen ligger der scener med sten i brænding. Vand skyller ind over stenene.